# Имашева, Баян
Баян Имашева (1 марта 1941, Тюлькубасский район, Южно-Казахстанская область Казахская ССР — 16 октября 2024) — советская и казахская актриса кино и театра. Заслуженная артистка Республики Казахстан (1998).

## Биография
- Баян Имашева родилась в 1941 году, в с. Борсыксай, Тюлькубасский район, Южно-Казахстанская область.
- Отец – Жарылкасынов Имаш, работал в колхозе.
- Мать – Байжигитова Толегиз, пенсионерка, была домохозяйкой.
- В 1960 г. окончила двухгодичную театральную студию при Каздрамтеатре им. М. Ауэзова.
- Творческий путь начала в Карагандинском областном академическом театре драмы им С. Сейфуллина, с нескольких главных ролей.
- В 1964 году перевелась в Казахский театр драмы имени М. О. Ауэзова

Умерла 16 октября 2024 года в возрасте 83 лет.

## Основные роли на сцене
- Из национальной драматургии: в произведениях М. Ауэзова в спектакле «Каракипчак Кобланды» Куртка, Текти в «Карагозе», Саруар в «Ночных раскатах», Кунекей в «Козы Корпеш – Баян сулу» Г. Мусрепова, Айжан в спектакле «Шохан Валиханов» С. Муканова, Нурсулу в комедии «Ох, уж эти девушки!» К. Шангытбаева и К. Байсеитова, Валя Панфилова в спектакле «Гвардия чести» М. Ауэзова, А Абишева, Уркия в «Укили Ыбырай» Ш. Кусайынова, Айгыз в «Абай – Айгерим» Б. Римовой, медсестра Баян в драма диалоге «Седьмая палата» А. Сулейменова, Перизат в «Несмешная комедия» А. Тарази, Алма в комедии «Желіккен жеңгейлер» Е. Домбаева, Хадиша в «Маленьком ауле» Д. Исабекова, Борте в драме «Чингис хан» Иран – Гайыпа, Ракия в «Ангеле с дьявольским лицом» Р. Мукановой, Мать в «Кебенек киген арулар» А. Тасымбекова и К. Ыскака и др.
- Из мировой драматургии и драматургии стран СНГ: Полина Андреевна в «Чайке» Чехова, Ягда в спектакле «Не забывай меня, солнце мое» А. Абдуллина, Хадиша в комедии «Сваты» В. Уахитова, вежливая женщина в драме «Давайте жить не нанося боль друг другу» Б. Жакиева и др.

## Кинороли
- Актриса снялась в фильмах «Путь жизни», «Кочевники», «Не потерянная надежда», в телесериале «Болашак» телеканала «Казахстан». Известна как участница программы «Тилашар» канала «Еларна».

## Награды
- 1998 — Присвоено почётное звание «Заслуженная артистка Республики Казахстан»
- 2013 — Лауреат государственный стипендии в области культуры РК[2]
- 2016 — Медаль «25 лет независимости Республики Казахстан»
- 2018 — Государственная стипендия Первого Президента Республики Казахстан — Елбасы в области культуры[3]

Вдова. Супруг — Молдабеков Ануарбек, народный артист Казахской ССР, Лауреат Государственный премии Казахской ССР. Дочери — Куралай, экономист; Карлыгаш, экономист; сын — Ермек, экономист.